# Las modelos
Las modelos é uma telenovela mexicana, produzida pela Televisa e exibida em 1963 pelo Telesistema Mexicano.

## Elenco
- Ariadna Welter
- Rita Macedo
- Alma Delia Fuentes
- Graciela Lara
- Lucila Rojas
- Fanny Schiller
- Ernesto Alonso
- Germán Robles
- Césa del Campo
- Pilar Cardel